# André Großfeld
André Großfeld (* 12. September 1977 in Telgte) ist ein deutscher Koch.

## Werdegang
Nach der Ausbildung bei Alfons Schuhbeck in Waging am See ging Großfeld 1999 zu Marinas und Wollenberg in Hamburg, um 2000 erneut zu Schuhbeck zurückzukehren.
2001 wechselte er zum Zwei-Sterne-Restaurant Tantris unter Hans Haas in München und 2004 zu Brick Main Plaza in Frankfurt am Main.
Von 2005 bis 2014 war er Inhaber des Grossfeld in Friedberg-Dorheim, wo er viele Jahre mit einem Michelin-Stern und seit 2012 mit 16 Punkten im Gault Millau ausgezeichnet wurde. Ende 2014 schloss er das Restaurant.
Im Februar 2015 pachtete er das Restaurant Villa Merton, das seit 2016 mit einem Michelin-Stern ausgezeichnet wurde.

## Publikationen
- Mitwirkung in einigen Ausgaben der Kochsendung „Hessen à la carte“ im hr-fernsehen
- Junge hessische Küche. mit Mirco Reeh, B3 Verlag 2007, ISBN 978-3-938783-21-4.